# Ogden (Utah)
Ogden – miasto w Stanach Zjednoczonych, w stanie Utah, w Górach Skalistych, na wschód od Wielkiego Jeziora Słonego, w zespole miejskim Salt Lake City-Ogden. Około 87,7 tys. mieszkańców.
W mieście rozwinął się przemysł farmaceutyczny, elektroniczny oraz lotniczy.